# 프레크무르스카 기바니차

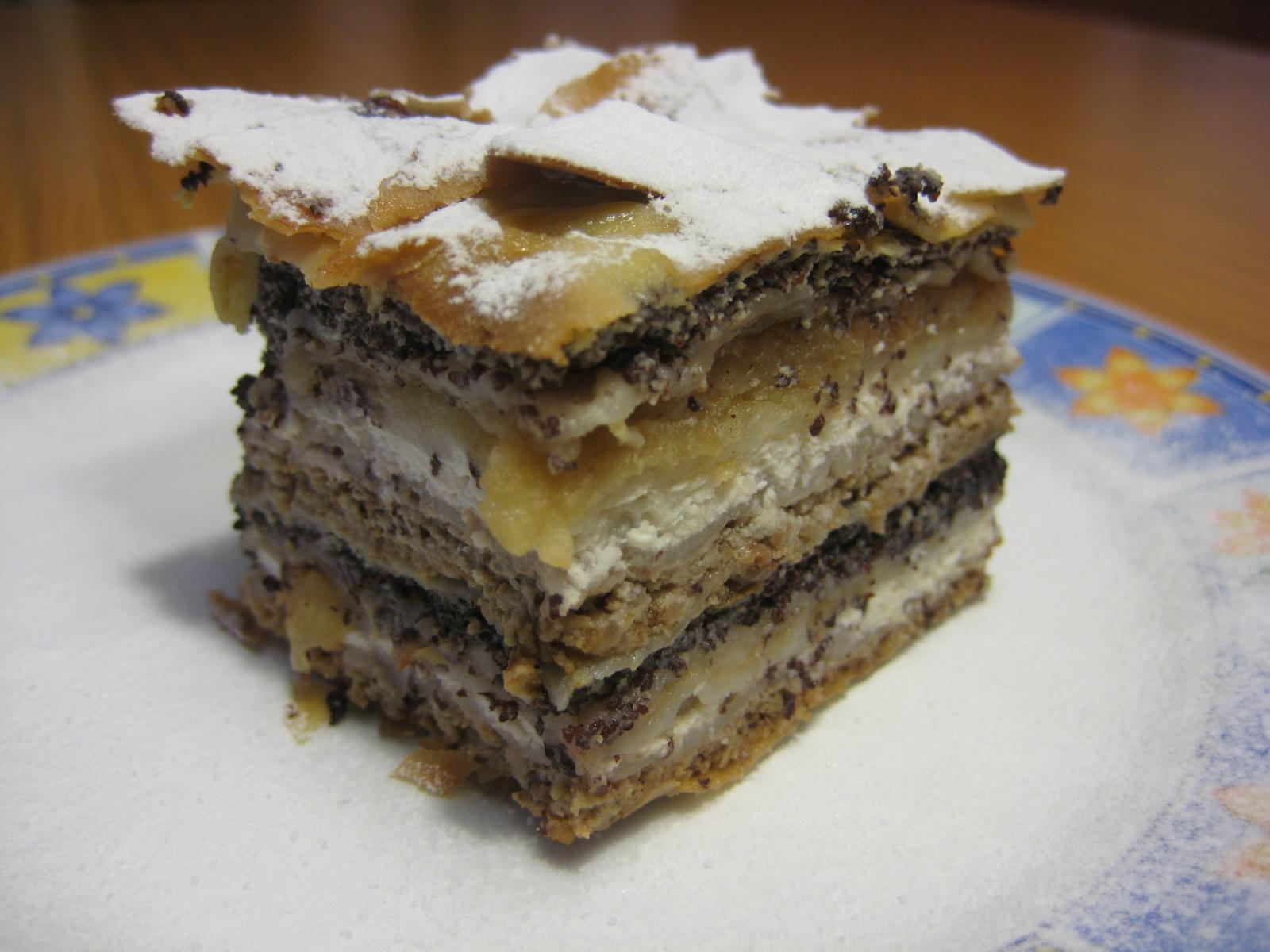
프레크무르스카 기바니차.

프레크무르스카 기바니차(슬로베니아어: Prekmurska gibanica)는 슬로베니아의 프레크무레 지방에서 전해내려오는 전통적인 페이스트리이다.

## 같이 보기
- 슬로베니아 요리